# Untereggen
Untereggen – miejscowość i gmina we wschodniej Szwajcarii, w kantonie St. Gallen, w okręgu Rorschach.  

## Demografia
W Untereggen mieszkają 1 032 osoby. W 2021 roku 8,2% populacji gminy stanowiły osoby urodzone poza Szwajcarią. 

## Transport
Przez teren gminy przebiega droga główna nr 445.